# Howling III
Howling III, anche noto come Howling III: The Marsupials e The Marsupials: The Howling III, è un film del 1987 diretto da Philippe Mora. Si tratta del terzo film della serie The Howling ed è stato girato on location a Sydney, Australia, e nei suoi paraggi. Interpretato da Barry Otto, Imogen Annesley e Max Fairchild, Howling III è il solo film della serie ad essere classificato PG-13 ed è anche l'ultimo ad essere distribuito nelle sale cinematografiche.
Sebbene Gary Brandner, autore della serie di romanzi Howling, abbia approvato l'acquisto da parte del regista del diritto al nome The Howling ed i crediti cinematografici sostengono che il film sia basato sul romanzo di Brandner The Howling III: Echoes, il romanzo è ambientato negli Stati Uniti ed ha una storia diversa dal film. Le uniche cose in comune con il romanzo di Brandner sono il fatto che i lupi mannari sono rappresentati in modo più simpatico ed umano e gli esperimenti condotti sui lupi mannari come l'ipnosi e il forzare una trasformazione contro la loro volontà.

## Trama
Harry Beckmeyer, antropologo australiano, ottiene dei filmati del 1905 che mostrano degli aborigeni australiani che sacrificano nel corso di una cerimonia una creatura simile ad un lupo. Allarmato dalle notizie di un lupo mannaro che ha ucciso un uomo in Siberia, Beckmeyer cerca di avvertire il presidente degli Stati Uniti degli attacchi di lupi mannari diffusi, ma il presidente è sprezzante.
Jerboa, una giovane lupo mannaro australiano, fugge dal suo patrigno sessualmente violento Thylo e dopo aver trascorso la notte su una panchina vicino alla Sydney Opera House, viene avvistata da un giovane americano, Donny Martin, che le offre un ruolo nel film horror, Shape Shifters Part 8. Jack Citron, il regista del film, elogia il suo talento naturale e le assume immediatamente.
Dopo che Jerboa e Donny assistono ad un film che mostra un lupo mannaro che si trasforma, la ragazza insiste che la trasformazione non avviene in quel modo e rivela ad uno scettico Donny di essere un lupo mannaro. Dopo aver fatto sesso con lei, Donny nota che l'addome inferiore di Jerboa è coperto di una pelliccia bianca lanuginosa e presenta una grande cicatrice.
Alla festa al termine delle riprese del film, Jerboa è esposta a luci stroboscopiche che la fanno iniziare a trasformarsi. Fuggita dalla festa, viene investita da un'auto. All'ospedale, i medici scoprono che ha una borsa marsupiale e una pelliccia a strisce sulla schiena come un tilacino. I medici scoprono anche che Jerboa è incinta ed interrogano Donny sulla sua insolita anatomia.
Il padre di Beckmeyer scompare nell'Outback poco dopo aver registrato un film sugli abitanti dei villaggi tribali che hanno ucciso un lupo mannaro. Tre delle sorelle di Jerboa la seguono a Sydney e la riportano nella città nascosta dei lupi mannari, Flow.
Beckmeyer e il suo collega Professor Sharp trascorrono la serata guardando le prove di una compagnia di balletto in visita a Sidney ed assistono con orrore alla trasformazione della prima ballerina, la russa Olga Gorki, in un lupo mannaro. La donna viene catturata e portata in un laboratorio, dal quale però riesce a fuggire per poi dirigersi verso Flow, dove il branco vuole che diventi la compagna di Thylo.
Jerboa dà alla luce un piccolo lupo mannaro che striscia nella sua borsa marsupiale. Donny informa Beckmeyer che la sua ragazza è di Flow e insieme tentano di trovarla. Jerboa odora Donny nelle vicinanze e lo incontra di notte. Lei gli mostra il loro bambino e gli racconta del pericolo imminente. I due poi fuggono sulle colline.
Il mattino seguente una task force del governo cattura il branco di lupi mannari. Beckmeyer convince Olga a consentire agli scienziati di studiare lei e Thylo. Dopo che Thylo viene continuamente torturato con luci stroboscopiche per costringerlo a trasformarsi, Beckmeyer decide di liberare lui ed Olga. Il trio fugge nell'Outback e si ricongiunge a Kendi, Donny, Jerboa e il bambino.
Kendi evoca lo spirito di un lupo fantasma che massacra i cacciatori che inseguono il gruppo. Kendi è cremato, ma il fumo avvisa i soldati che sono ancora alla ricerca. Lo scheletro di Kendi attacca i soldati prima di essere distrutto dalla mitragliatrice di uno di essi. Di notte, anche Thylo evoca lo spirito e si trasforma in un enorme lupo che attacca i soldati rimasti prima di venire anch'esso ucciso da un'esplosione di bazooka che distrugge il resto dell'accampamento.
Olga e Beckmeyer si innamorano e si nascondono con Jerboa e Donny in un idilliaco campo lungo il fiume. Alla fine Jerboa e Donny se ne vanno, assumendo nuove identità; i Beckmeyer rimangono indietro per crescere la figlia e il figlio neonato. Sharp individua Harry e lo informa che a tutti i licantropi è stata data l'amnistia a causa dei crimini commessi contro di loro. I Beckmeyer fanno così ritorno in città.
Mentre tiene una lezione a Los Angeles, Beckmeyer viene avvicinato da un giovane che si presenta come Zack, il figlio di Jerboa e Donny. Zack informa Beckmeyer che i suoi genitori vivono a Los Angeles con nuove identità: Jerboa è ora la famosa attrice "Loretta Carson" mentre Donny è il famoso regista "Sully Spellingberg".
Quella notte, Olga e Beckmeyer guardano Jerboa vincere il premio come migliore attrice in uno spettacolo televisivo condotto da Dame Edna Everage. Mentre Jerboa accetta il premio, le telecamere lampeggianti e le luci del palcoscenico la costringono a trasformarsi in un lupo mannaro. Anche Olga si trasforma, con grosso sgomento del marito. Jerboa attacca mentre le sue sorelle ululano di gioia; Sharp è visto nel suo salotto sorridere devotamente.
La scena finale del film mostra un tilacino, o tigre della Tasmania, un carnivoro marsupiale cacciato fino all'estinzione dai contadini australiani per proteggere le loro pecore.

## Produzione
Howling III è considerato un film indipendente nella serie Howling. Sebbene Philippe Mora abbia diretto Howling II - L'ululato, Howling III non contiene riferimenti o personaggi dei due film precedenti. Anche i lupi mannari di Howling III sono rappresentati in modo più comprensivo.
Mora Mora non era contento della storia di Howling II e di come i produttori aggiungessero riprese extra, come ulteriori scene di nudo, dopo la sua partenza. Mora voleva realizzare un terzo film da solo per fare ammenda e ha raccolto lui stesso i soldi con il coproduttore Charles Waterstreet.
L'attrice Nicole Kidman venne considerata per il ruolo di Jeroba.

## Distribuzione
Nonostante il film sia australiano, non è stato mai distribuito nei cinema dell'Australia.
Il film è stato editato per la prima volta in DVD dalla Elite Entertainment nel 2001. Il DVD fuori stampa conteneva una stampa widescreen del film, trailer ed un commento audio del regista. Nel 2007, la Timeless Media Group ha pubblicato un DVD pan and scan e un Blu-ray del film senza materiale bonus.
Il 2 ottobre 2018, la Scream Factory ha annunciato che avrebbe distribuito Howling III in Blu-ray nel Nord America il 15 gennaio 2019. Il 5 dicembre 2018 è stato annunciato un elenco completo dei contenuti extra, sia nuovi che già presenti nel precedente DVD.

## Accoglienza

### Critica
Vincent Canby del The New York Times scrisse: "If you only see one werewolf movie this year, you might as well make it 'Howling III,' Philippe Mora's not-altogether straight-faced howler on behalf of lycanthropes' liberation." Variety ha notato che il film "avrà una carriera in video, ma dovrebbe anche soddisfare gli appassionati dei cinema ... Mora conosce i suoi film horror e si diverte molto a mandarli via." Leonard Klady del Los Angeles Times lo ha definito "un riciclaggio campy di fangoria familiare che è perfettamente divertente." Dave Kehr del Chicago Tribune ha assegnato 1 stella su 4 e ha scritto che il film "sembra destinato a languire nell'oscurità polverosa sugli scaffali più alti dei negozi di video meno discriminanti. Il regista Philippe Mora, che ha anche girato il triste 'Howling II' , qui rinuncia a qualsiasi tentativo di creare un film horror serio, consentendo al progetto di scivolare silenziosamente nella palude del campo autocosciente." Richard Harrington del The Washington Post scrisse, "'Howling III' è molto meglio del scadente 'II', ma in nessun modo nitido come l'originale Joe Dante ... Mora ha alcuni intriganti fili da intrecciare insieme, ma il film non ha un ritmo interno (sebbene abbia una musica incessante e di solito inadeguata che pulsa sotto ogni scena). I cambi sono sorprendentemente lievi in questa epoca di grandi aspettative per gli effetti speciali. Forse è perché il regista sembra incerto su come si sente veramente per i lupi mannari."
A partire da luglio 2019 il film ha ottenuto una valutazione di approvazione del 17% sul sito web di recensioni Rotten Tomatoes basato su 12 recensioni.

## Citazioni cinematografiche
Il film è mostrato in una scena del film Death in Brunswick.